# BUNDAIラジオ
『BUNDAIラジオ』（ブンダイラジオ）は、大分放送（OBS）で2018年（平成30年）4月1日から毎週日曜日の 16:00 - 16:30（JST）に放送されているラジオ番組である。

## 概要
OBSラジオは、2018年4月改編で『BUNDAIラジオ』を放送開始した。
当番組は、大分大学の学生を学生パーソナリティ・ゲストに迎え、大分大学に関係する情報や大学生の今を伝えるラジオ番組である。
番組の冒頭では、学生パーソナリティとともに出演するアナウンサーが、「分大生の、分大生による、分大生のためのラジオ番組」とエコーをかけて述べている。

## 出演者
メインパーソナリティーはOBSアナウンサーが担当する。

### メインパーソナリティ
- 小田崇之（OBSアナウンサー，2019年10月～現在）

### 学生パーソナリティ

#### 2019年10月～現在
- こっちゃん（大分大学放送部）
- あやちゃん（大分大学放送部）
- けいちゃん（大分大学放送部）

## 過去の出演者
三重野アナウンサーが夏休みの場合、代役として、大分大学教育福祉科学部卒で大分大学放送部の先輩である、山崎唯衣（元OBSアナウンサー、現KAB熊本朝日放送アナウンサー）が担当した。

### メインパーソナリティ
- 三重野勝己（OBSアナウンサー，2018年4月～2019年9月）
- 山崎唯衣（元OBSアナウンサー，不定期）

### 学生パーソナリティ

#### 2018年4月～2019年9月（初期メンバー）
- さとし（大分大学放送部）
- ちーぼ（大分大学放送部）
- しおみん（大分大学放送部）

| スタブアイコン | サブスタブ | この項目は、まだ閲覧者の調べものの参照としては役立たない、ラジオ番組に関連した書きかけの項目です。この項目を加筆・訂正などしてくださる協力者を求めています（P:ラジオ/PJ:放送番組）。 |